# Válka dvou královen

Jako válka (dvou) královen, či válka dvou Elišek, se někdy označuje série konfliktů, de facto občanská válka v období prvních let vlády Jana Lucemburského. Značný podíl na vývoji situace měla královna Eliška Přemyslovna a její nenávist vůči královně-vdově Elišce Rejčce (Richenze), která se v té době sblížila s Jindřichem z Lipé, vůdčí osobností české šlechty, snažící se získat větší podíl na moci v zemi. Na stranu královny (a krále) se přidala jiná skupina české šlechty v čele s Vilémem Zajícem z Valdeka, avšak Eliščina neústupnost nakonec vedla k tomu, že se od ní odvrátil i král a došlo k rozpadu jejich manželství.
| „                     | Jindřich [z Lipé] vášnivě miloval na pohoršení mnohých paní Alžbětu [Rejčku], macechu této královny, a touto pohrdal, aby se mohl více zalíbiti oné. Měly totiž ty dvě královny dlouhou dobu mezi sebou obzvláštní nenávist. | “ |
| — Zbraslavská kronika | |   |

## Průběh

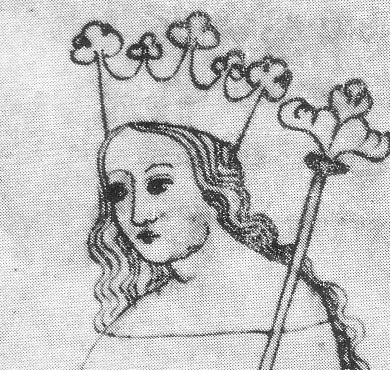
Eliška Přemyslovna

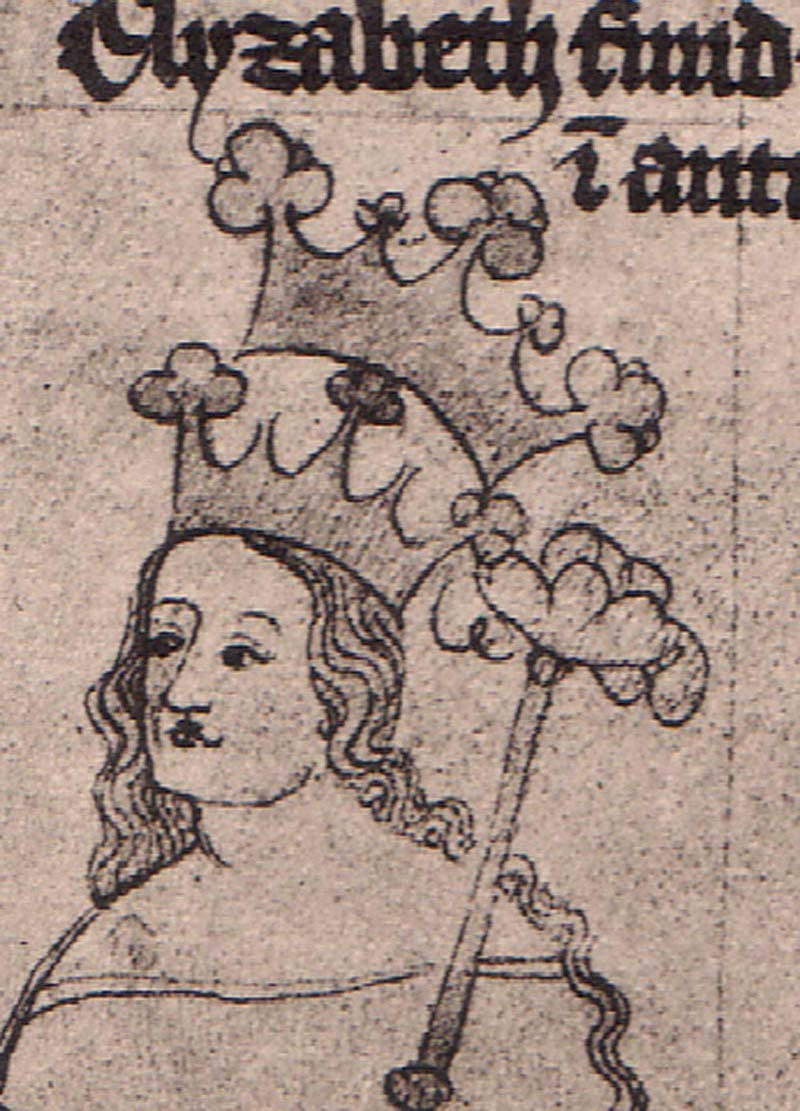
Eliška Rejčka

V době slabé vlády Jindřicha Korutanského značně vzrostla moc české šlechty. Nejmocnějším se stal Jindřich z Lipé, který zastával dva významné zemské úřady, nejvyššího maršálka a podkomořího. Po nástupu Jana Lucemburského na trůn si česká šlechta vymohla, aby nejvyšší zemské úřady nebyly obsazovány cizinci, což však král nedodržel - nakonec byl šlechtou donucen své cizí rádce odvolat a Jindřich z Lipé se stal znovu podkomořím. Z výtěžku urbury přednostně uspokojoval šlechtické věřitele a méně odváděl samému králi, což mohlo být jednou z příčin, proč k němu Jan ztrácel důvěru. Za jeho rozhodnutím zbavit se ho ale asi stála hlavně královna Eliška, která Jindřicha nenáviděla zejména proto, že se stal milencem Rejčky, její nevlastní matky, s níž nikdy neměla dobré vztahy.

### Král s královnou proti Jindřichu z Lipé
26. října 1315 byl Jindřich z Lipé na Pražském hradě neočekávaně zatčen. Byl obviněn ze spiknutí proti králi a Vilém Zajíc z Valdeka byl pověřen uvěznit ho na svém hradě Týřově (dostal za to podkomořský úřad). Ronovci a mnozí další příslušníci české šlechty se však za Jindřicha postavili a v zemi vypukla válka. I když na králově straně zůstala Zajícova skupina a přidal se mocný Petr z Rožmberka, i když se králi poddala s výjimkou Hradce též věnná města patřící Elišce Rejčce, vyřešit situaci smírem musela nakonec zahraniční pomoc, kterou přivedli na žádost Elišky Petr z Aspeltu a arcibiskup Balduin. Po šesti měsících věznění byl Jindřich za zástavu několika hradů a postavení šesti rukojmí propuštěn.
Když se situace uklidnila, král Jan odjel ze země a zemským hejtmanem ustanovil Petra z Aspeltu. Nevraživost mezi šlechtickými skupinami pokračovala a Petr z Aspeltu brzy zemi opustil. Správu země převzala královna, která si našla oporu v Zajícovi z Valdeka, jemuž svěřila do opatrování na Křivoklátě malého synka Václava (budoucího Karla IV.). Vypukly nové boje, které rozdmýchávala i Eliška. Tu navíc popudilo to, že Rejčka s Jindřichem z Lipé provdali bez jejího souhlasu Rejččinu dceru Anežku za Jindřicha Javorského.

### Král s královnou proti české šlechtě

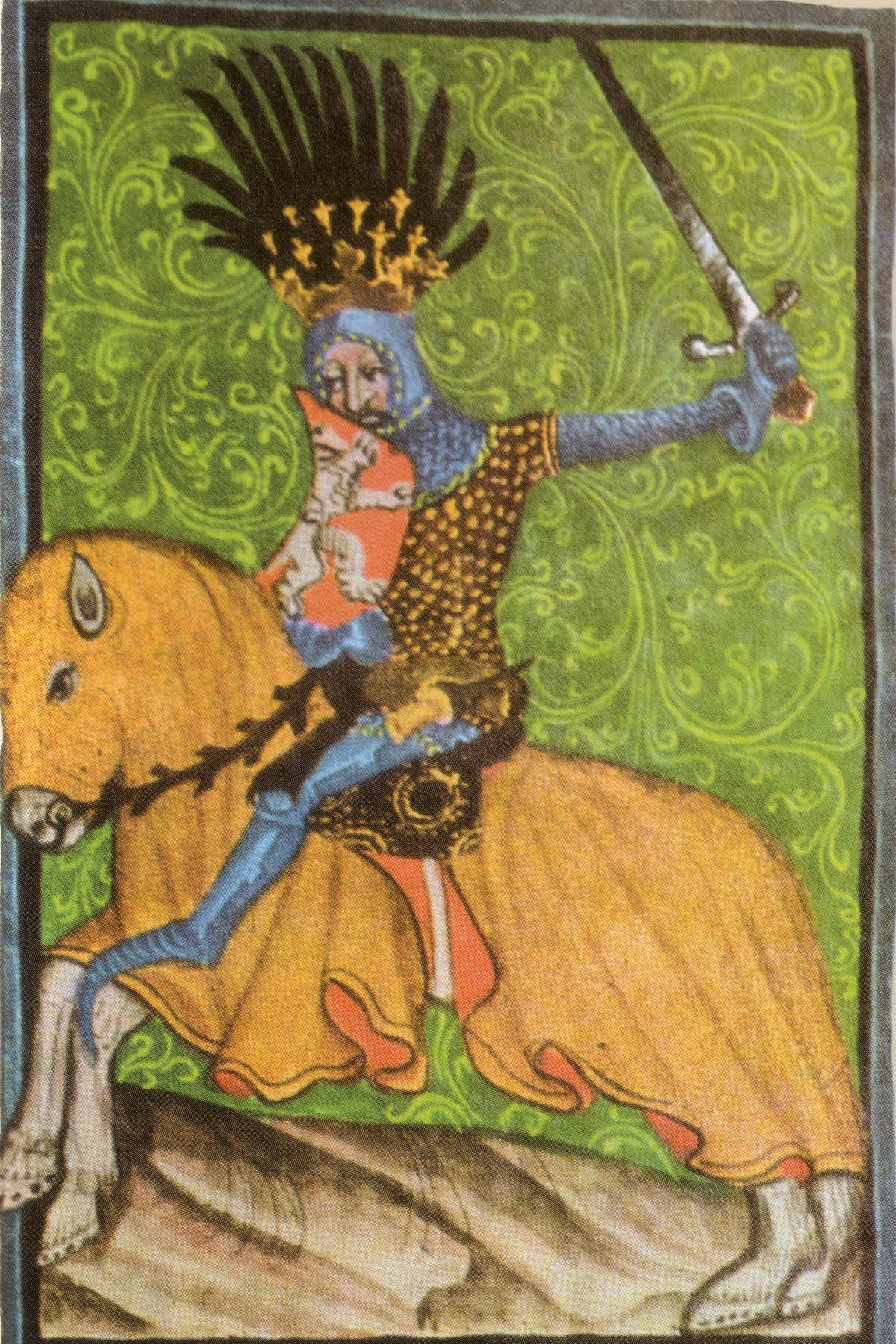
Jezdecký portrét krále Jana v Gelnhausenově kodexu

Eliška nebyla ochotna ani přistoupit na příměří, které navrhoval Jindřich z Lipé. V červnu 1317 se uchýlila i s dětmi na Loket a vyslala posly za manželem.Král se vrátil do země v listopadu 1317 a přivedl si na pomoc ozbrojence z Porýní. Když se na jednání do Prahy zástupci nepřátelské šlechty nedostavili, rozhodl se řešit situaci vojensky, což však vedlo pouze k tomu, že se většina šlechty na Zvíkově dohodla na ozbrojeném odporu proti králi. Jindřicha z Lipé totiž mnozí považovali za většího ochránce českých zájmů než Lucemburka a ctižádostivou Přemyslovnu. Krále přestal podporovat i Vilém Zajíc a jeho skupina. Situace došla až tak daleko, že někteří představitelé šlechty s Jindřichem z Lipé v čele uzavřeli smlouvu s Fridrichem Habsburským: pokud se s Janem nedohodnou, přijmou za českého krále jeho. Jan byl nucel obrátit se o pomoc k římskému králi Ludvíku Bavorovi, jemuž záleželo na urovnání situace, protože Fridrich byl jeho soupeřem. Díky němu byl v dubnu 1318 svolán zemský sněm do Domažlic, na němž byl uzavřen mír a vyhlášena všeobecná amnestie. Domažlickou dohodou král přistoupil na většinu požadavků šlechty, nejvyšší úřady obsadili zástupci obou šlechtických skupin.

### Král proti královně
Zatímco král Jan se smířil s danou situací, Eliška zůstala zastáncem suverénní královské moci. Manželé se v té době značně odcizili. Počátkem roku 1319 se královna opět odebrala i s dětmi na Loket. Tím jako by potvrdila podezření manžela, které v něm možná vzbudil Jindřich z Lipé, že chce vyhlásit králem prvorozeného syna Václava a vládnout jako regentka za pomoci Viléma Zajíce. Jan přepadl Loket, Elišku s mladšími dětmi vykázal na Mělník a malého Václava nechal pod stráží na Lokti. Následně ještě více vzrostla moc Jindřicha z Lipé, který s králem vyměnil některé své statky za jiné na Moravě. Eliška Rejčka si nechala králém vyplatit svá věnná města se záměrem usadit se v Brně.
V létě téhož roku se vzbouřili pražští měšťané, nespokojení s královskou vládou opírající se o šlechtu. K nim se přidal Vilém Zajíc i královna Eliška a jejich oddíly obsadily Prahu. Král, který byl v té době v Brně, přitáhl s vojskem ku Praze, ale poté, co se ke vzbouřencům připojil i Petr z Rožmberka, byl nucen uzavřít příměří. Eliška se pak vrátila na Mělník, Vilém Zajíc odešel ze země a brzy zahynul. Domácí války tím skončily.

## Následky
Jan Lucemburský od té doby víceméně ztratil o české země zájem, bral je jen jako zdroj financí pro rodovou evropskou politiku a při své časté nepřítomnosti svěřoval vládu v zemi spřízněným šlechticům. S Eliškou se na krátko sblížil ještě v roce 1321, když se zranil při turnaji. V létě 1322 byla však Eliška opět v podezření, že se snaží Jana připravit o korunu ve prospěch syna Václava, tentokrát se svým polorodým bratrem Janem Volkem. Snad to králi našeptal někdo z jeho okolí, ovšem podezření se nikdy nepotvrdilo a doznání Jana Volka bylo získáno na mučidlech. Eliška před Janem uprchla do Bavor ke svému zeti a dceři Markétě, Jan ale manželku donutil k návratu zastavením výplaty důchodů. Eliška tak žila hlavně z podpory příbuzných, jako královna vedle Jana vystupovala jen výjimečně.
Jindřich z Lipé, mající plnou důvěru krále, se nechal jmenovat moravským zemským hejtmanem a po roce, kdy zastupoval Jana v době jeho nepřítomnosti jako zemský správce, se usadil v Brně. Zde vytvořil s Eliškou Rejčkou skvělý dvůr, který zastiňoval dvůr pražský. Do politického dění již výrazně nezasahoval.